# Henryk Skrobisz

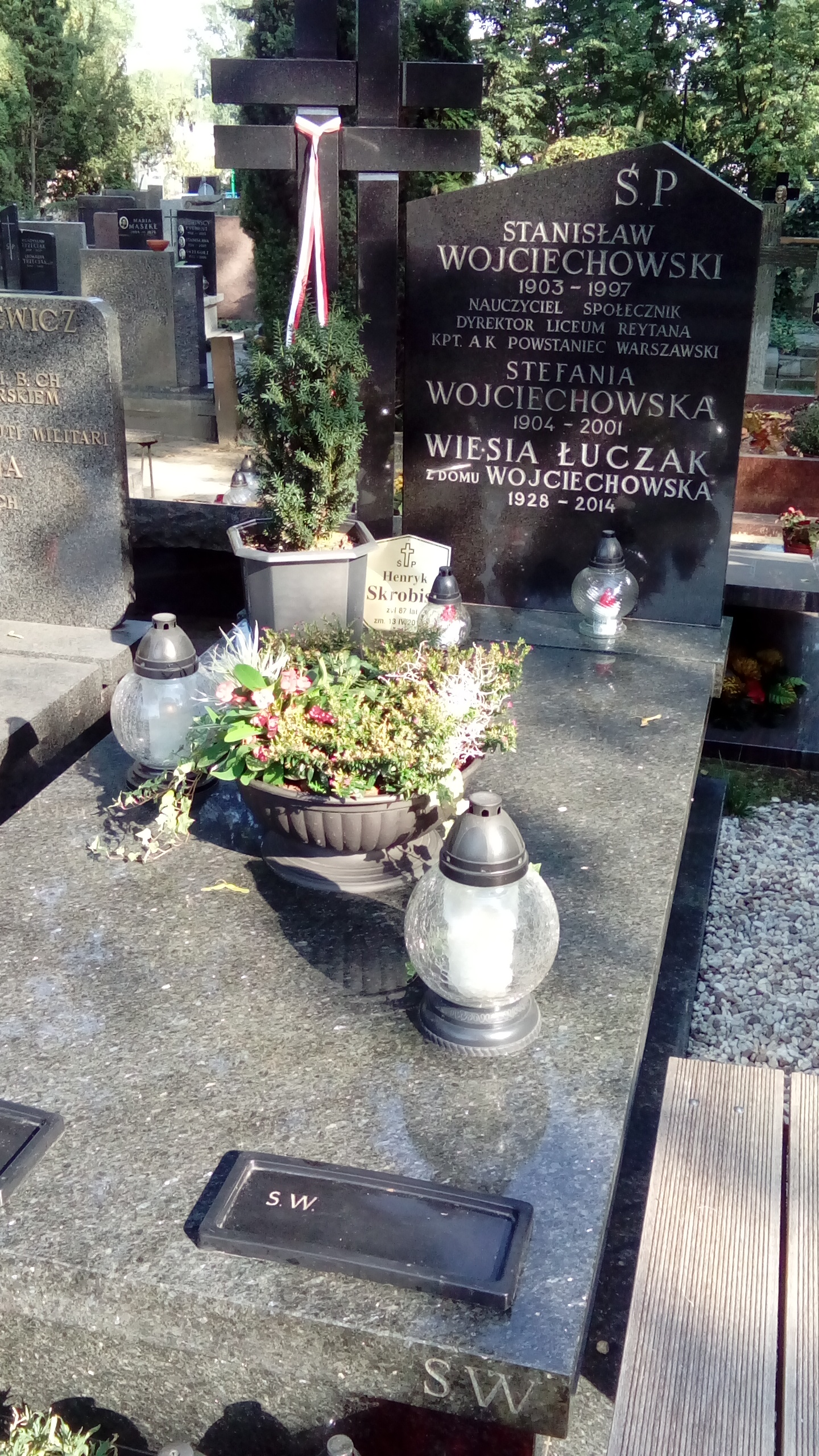
Grób Henryka Skrobisza na Cmentarzu Wojskowym na Powązkach

Henryk Zdzisław Skrobisz (ur. 20 października 1923 we Włoszczowicach, zm. 13 kwietnia 2011 w Warszawie) – polski ekonomista, dr. hab., prof. nadzw. Szkoły Głównej Handlowej. Specjalista w zakresie agrobiznesu i gospodarki żywnościowej. Działacz ruchu ludowego, poseł na Sejm PRL IV, V i VI kadencji, członek władz województwa warszawskiego, wiceminister handlu wewnętrznego i usług, ambasador PRL w Argentynie i Urugwaju. Wieloletni pracownik naukowy Szkoły Głównej Planowania i Statystyki w Warszawie oraz Szkoły Głównej Handlowej. 

## Kariera naukowa
Stopień doktora nauk ekonomicznych uzyskał na Wydziale Ekonomiki Produkcji Szkoły Głównej Planowania i Statystyki w Warszawie w dniu 23 czerwca 1959, na podstawie pracy Czynniki kształtujące ekonomikę państwowych ośrodków maszynowych. Pracował na tej uczelni w latach 1952–1953 i 1955–1992. W latach 1972–1975 był docentem i dziekanem Wydziału Ekonomii Produkcji, prodziekanem Wydziału Ekonomii Rolnictwa, kierownikiem Katedry Gospodarki Żywnościowej Wydziału Ekonomii Produkcji. Autor licznych publikacji z zakresu gospodarki rolnej. 

## Kariera polityczna i dyplomatyczna
Członek Stronnictwa Ludowego w latach 1945–1949 (od 1947 był kierownikiem wydziału Wojewódzkiego Komitetu), Zjednoczonego Stronnictwa Ludowego w latach 1949–1990 (w latach 1962–1968 był kierownikiem wydziału ekonomiczno-rolnego w Naczelnym Komitecie, a w latach 1968–1972 prezesem WK) oraz Polskiego Stronnictwa Ludowego od 1990. W latach 1950–1958 urzędnik Ministerstwa Rolnictwa. W latach 1958–1962 wiceprzewodniczący warszawskiej Wojewódzkiej Rady Narodowej. W latach 1965–1976 poseł na Sejm PRL IV, V i VI kadencji z list Zjednoczonego Stronnictwa Ludowego (podczas IV kadencji z okręgu Ząbkowice Śląskie, a podczas dwóch kolejnych z okręgu Płock). W latach 1969–1972 sekretarz Unii Międzyparlamentarnej. W latach 1976–1980 ambasador nadzwyczajny i pełnomocny PRL w Argentynie i Urugwaju. W latach 1980–1982 podsekretarz stanu w Ministerstwie Handlu Wewnętrznego i Usług.
Pochowany na cmentarzu Powązki Wojskowe w Warszawie (kwatera A-1A-28).

## Odznaczenia
- Order Sztandaru Pracy II klasy
- Krzyż Oficerski Orderu Odrodzenia Polski
- Krzyż Kawalerski Orderu Odrodzenia Polski
- Złoty Krzyż Zasługi (1955)[4]
- Medal 10-lecia Polski Ludowej (1955)[5]
- Odznaka 1000-lecia Państwa Polskiego (1966)[6]